# Seututie 464
Pour les articles homonymes, voir Route 464.
La route régionale 464 (finnois : Seututie 464) est une route régionale allant de Tahkoranta à Joroinen jusqu'à Parkumäki à Rantasalmi en Finlande,,.

## Présentation
La seututie 464 est une route régionale de Savonie du Nord et de Savonie du Sud .

## Parcours
- Tahkoranta
- Tiemassaari
- Torasalo
- Rantasalmi
- Korhola
- Parkumäki